# Eugene Sawyer
Eugene Sawyer (né le 3 septembre 1934 à Greensboro en Alabama et mort le 19 janvier 2008 à Chicago) a été maire de la ville de Chicago de 1987 à 1989. Il fut le second maire de Chicago afro-américain après Harold Washington.